# Rodolfo Walsh
Pour les articles homonymes, voir Walsh.
Rodolfo Jorge Walsh, né le 9 janvier 1927 à Lamarque, en Argentine, et mort le 25 mars 1977 à Buenos Aires, est un écrivain, journaliste et traducteur argentin considéré comme le fondateur du journalisme d'investigation en Argentine. Il est assassiné par la junte militaire argentine le 25 mars 1977.

## Biographie
Journaliste progressiste, il se fait rapidement une réputation d'écrivain engagé et devient un « des écrivains majeurs de sa génération, grâce à des œuvres comme Operación Masacre (1957) et ¿Quién mató a Rosendo? (1969), lesquels dénoncent la répression du pouvoir péroniste durant les années 1950 ; ou encore Un oscuro día de justicia (1973) et Caso Satanowsky (1973) » qui s'attaquent à la collusion entre la justice et le pouvoir politique en Argentine.
En 1960, il est l'un des fondateurs de l'agence de presse officielle cubaine Prensa Latina.
Amateurs de romans policiers, il en traduit plusieurs de l'anglais vers l'espagnol avant d'en signer un avec Variaciones en rojo (1953) et des nouvelles policières dans le recueil Diez cuentos policiales (1953).
En mars-avril 2017, à l'occasion du 40e anniversaire de sa mort, l'écrivain mexicain Paco Ignacio Taibo II lui consacre un portrait "en 36 vignettes", publié dans la revue Délibéré. Le portrait est accompagné d'un article de l'universitaire Gianna Schmitter, consacré au "projet Walsh".

## Œuvre

### Romans et recueils de nouvelles
- Variaciones en rojo (1953)
- Diez cuentos policiales (1953)
- Antología del cuento extraño (1956)
- Los oficios terrestres (1965) Publié en français sous le titre Les Métiers terrestres, Paris, Éditions La Découverte, 1990  (ISBN 2-7071-1953-9) ; réédition dans une traduction révisée sous le titre Les Métiers terrestres et autres nouvelles, Montréal/Paris, Lux, coll. « Orphée », 2012  (ISBN 978-2-89596-146-8)
- Un kilo de oro (1967)
- Un oscuro día de justicia (1973)

#### Nouvelles isolées traduites en français
- Le Sept au dernier coup, Paris, Fayard, Le Saint détective magazine no 12 (1956)
- Un oiseau passa, Paris, Fayard, Le Saint détective magazine no 43 (1958)

### Enquêtes journalistiques
- Operación Masacre (1957) Publié en français sous le titre Opération massacre, Paris, Christian Bourgois Éditeur, 2010 (ISBN 978-2-267-02113-4)
- ¿Quién mató a Rosendo? (1969)
- Caso Satanowsky (1973)

### Théâtre
- La granada (1965)
- La batalla (1965)

### Publications posthumes
- Los oficios terrestres (1986)
- Cuento para tahúres y otros relatos policiales (1987)
- Ese hombre y otros papeles personales (1995)
- El violento oficio de escribir. Obra periodística (1955-1977) (2008)
- Tres portugueses bajo un paraguas (sin contar el muerto)
- Asesinato a Distancia
- Esa Mujer

## Sources
- Claude Mesplède (dir.), Dictionnaire des littératures policières, vol. 2 : J - Z, Nantes, Joseph K, coll. « Temps noir », 2007, 1086 p. (ISBN 978-2-910-68645-1, OCLC 315873361), p. 992.
- (en) Rodolfo Walsh et Christopher Roper, « Witness in Difficult Times », Index on Censorship, vol. 6, no 5,‎ septembre 1977, p. 3–7 (ISSN 0306-4220 et 1746-6067, DOI 10.1080/03064227708532688, lire en ligne, consulté le 23 avril 2025)